# Kenny Johnson
Ne doit pas être confondu avec Kenneth Johnson.
Pour les articles homonymes, voir Johnson.
Kenneth « Kenny » Johnson, né le 13 juillet 1963 à New Haven, dans le Connecticut, est un acteur américain.
Il est principalement connu en pour avoir tenu le rôle de l'inspecteur Curtis « Lemonhead alias Lem » Lemansky dans la série américaine The Shield et l'officier Dominique Luca dans la série S.W.A.T..

## Biographie

### Enfance et formation
Né dans le Connecticut, mais élevé dans le Vermont, Kenneth Johnson a fait ses premiers pas dans des spots publicitaires à la télévision.

### Carrière
En 1997, il obtient le rôle du lieutenant Butch « Burner » Barnes dans la série Pensacola.
En 2002, il décroche le rôle de l'inspecteur Curtis « Lemonhead alias Lem » Lemansky dans la série The Shield, qu'il endossera pendant cinq saisons. Dans un premier temps, Kenny Johnson a auditionné pour le rôle de Terry Crowley dans The Shield. Impressionné par sa prestation, le producteur Shawn Ryan créa le rôle de Lemansky spécialement pour lui.
Il apparait également en 2005 dans la saison 5 de la série Smallville, dans le rôle du méchant Tommy Lee.
À la fin de sa participation à la série The Shield, il obtient le rôle de l'inspecteur Hamilton « Ham » Dewey dans la série Saving Grace.
Après une apparition dans Sons of Anarchy, le rôle qu'il y tient est annoncé comme récurrent dans la saison 3. Il sera également de la partie lors de la saison 4, jusqu'à l'épisode 11.
À l'automne 2011, il décroche un rôle dans la série Prime Suspect en tant que petit ami de l'inspecteur Jane Timoney interprétée par Maria Bello.
Avec d'autres acteurs de The Shield, Kenny Johnson a participé le temps d'un épisode à la série Lie to Me (saison 2, épisode 19).
Il apparaît dans les épisodes 9 à 11 de la saison 8 de Dexter en tant que Marshall Clayton.
En février 2017, il intègre le casting principal de la série S.W.A.T. aux côtés de Shemar Moore, Jay Harrington, Alex Russell, Lina Esco et David Lim dans le rôle de Dominic Luca, un officier du S.W.A.T. de Los Angeles.

### Vie privée
Kenny Johnson est atteint de dyslexie. Il explique qu'il a besoin de plus de temps pour mémoriser son texte qu'un autre acteur, car il doit le faire lire à voix haute par quelqu'un. Il ne comprend pas ce qu'il lit.
Il est marié avec Cathleen Oveson depuis le 21 décembre 2005. Ils ont une fille, Angelica Scarlet Johnson, née le 6 mai 2009, qui a joué avec lui dans la série S.W.A.T. (saison 1, épisode 18).

## Filmographie

### Cinéma
- 1990 : The Forbidden Dance (en) de Greydon Clark : Dave
- 1990 : Mirage de Bill Crain : Greg
- 1995 : Max zéro malgré lui (Bushwhacked) de Greg Beeman : Patrouilleur d'état
- 1998 : Les Indians 3 (Major League: Back to the Minors) de John Warren : Lance Pere
- 1998 : Blade de Stephen Norrington : Dennis
- 2001 : Frères de guerre (Going Back) de Sidney J. Furie : Jimmy Joe
- 2006 : Desolation Canyon (en) de David S. Cass Sr. (en) : Reynolds
- 2006 : Zzyzx de Richard Halpern : Lou
- 2007 : The Ungodly : Officier Murphy
- 2008 : I Heard the Mermaids Singing - (Cours-métrage) : Al
- 2011 : Few Options de George Pappy - (coproducteur) : Franck Connor
- 2013 : Timmy Muldoon and the Search for the Shadoweyes Bandit - (Cours-métrage) : Lenny
- 2015 : Prémonitions (Solace) d'Afonso Poyart : David Raymond
- 2015 : Blue : David Murphy
- 2016 : Run the Tide de Soham Mehta : Bo
- 2017 : Check Point - (Producteur exécutive) : Roy Boyle

### Télévision
- 1993 : La vie de famille : Derek le stripteaseur
- 1997-2000 : Pensacola : lieutenant Butch « Burner » Barnes (saisons 2 et 3 - 27 épisodes)
- 2002-2006 : The Shield : l'inspecteur Curtis « Lemonhead alias Lem » Lemansky (rôle principal - saisons 1 à 5 - 66 épisodes)
- 2003 : Boomtown : Robert « Bobby » Cherry (saison 2, épisode 4)
- 2005 : Smallville : Tommy Lee (saison 5, épisode 2)
- 2006 : Les Experts : Randy Bolen (saison 6, épisode 22)
- 2006 : Cold Case : Affaires classées : Joseph Shaw (6 épisodes, saisons 3 et 4)
- 2007-2010 : Saving Grace : l'inspecteur Hamilton « Ham » Dewey (rôle principal - 46 épisodes)
- 2009-2011 : Sons of Anarchy : Kozic (saisons 2, 3 et 4 - 12 épisodes)
- 2010 : NCIS : Los Angeles : Tommy Boyd (saison 1, épisode 12)
- 2010 : Lie to Me : Malcolm Hessler (saison 2, épisode 19)
- 2011 : New York, unité spéciale : l'inspecteur Sean Riggs (saison 12, épisode 14)
- 2011 : The Protector : inspecteur Cummings (saison 1, épisode 2)
- 2011-2012 : Prime Suspect : Matt Webb (saison 1 - 13 épisodes)
- 2012 : Mentalist : Greg Marshall (saison 4, épisode 22)
- 2012 : Burn Notice : Tyler Gray (saison 6, épisodes 10, 11 et 12)
- 2013 : Dexter : US Marshall Cooper (saison 8, épisodes 9, 10 et 11)
- 2014 : Covert Affairs : James Decker (saison 5, épisodes 14, 15 et 16)
- 2014-2017 : Bates Motel : Caleb Calhoun (saisons 2, 3, 4 et 5 - 18 épisodes)
- 2014-2015 : Chicago Fire : lieutenant Tommy Welch (saisons 2 et 3 - 7 épisodes)
- 2016 : Secrets and Lies : Danny (saison 2 - 10 épisodes)
- 2017-2024 : S.W.A.T. : Dominique Luca (rôle principal)
- 2023- : Mayor of Kingstown : Charlie Pickings

## Voix françaises
| - Damien Boisseau dans : - Pensacola (série télévisée) - Le canyon des bandits (téléfilm) - The Shield (série télévisée) - Cold Case : Affaires classées (série télévisée) - Saving Grace (série télévisée) - Lie to Me (série télévisée) - New York, unité spéciale (série télévisée) - Suspect numéro 1 : New York (série télévisée) - Mentalist (série télévisée) - Castle (série télévisée) - Covert Affairs (série télévisée) - Motive (série télévisée) - Bates Motel (série télévisée) - Prémonitions - Secrets and Lies (série télévisée) | - Éric Marchal dans (les séries télévisées) : - Burn Notice - Sons of Anarchy Et aussi - Bruno Choël dans Les Experts (série télévisée) - Olivier Bouana dans Dexter (série télévisée) - Patrick Béthune dans Chicago Fire (série télévisée) - Boris Rehlinger dans S.W.A.T. (série télévisée) |